# NGC 36
NGC 36 (również PGC 798 lub UGC 106) – galaktyka spiralna z poprzeczką (SBb), znajdująca się w gwiazdozbiorze Ryb. Odkrył ją William Herschel 25 października 1785 roku. Jest to galaktyka z aktywnym jądrem typu LINER. Tuż obok niej na niebie widoczna jest galaktyka PGC 797, lecz nieznana jest jeszcze odległość do niej, zatem nie wiadomo, czy galaktyki te są ze sobą grawitacyjnie związane.